# Mbanza Congo
Mbanza Congo, o M'Banza Congo, è una città dell'Angola, capoluogo dell'omonima municipalità e della provincia dello Zaire, con una popolazione di circa 30.768 abitanti.
Mbanza Congo fu la sede del Manikongo, il sovrano del Regno del Congo. Dal 1570 al 1975 era conosciuta come São Salvador (in portoghese). Dal 2017 il sito di Mbanza Kongo è stato iscritto nella lista dei patrimoni dell'umanità dall'UNESCO; è stato il primo sito dell'Angola ad essere riconosciuto patrimonio dell'umanità.

## Storia
Mbanza-Kongo (precedentemente chiamata Nkumba a Ngudi, Mongo wa Kaila e Kongo dia Ngunga) era un tempo la dimora del Manikongo, il sovrano del Regno di Kongo, che al suo apice si estendeva dalla costa atlantica dell'Africa meridionale al fiume Nkisi. Il Manikongo fu scelto dai capi clan per governare circa 300 mi2, un'area che oggi fa parte di diversi Paesi. I portoghesi che la raggiunsero per la prima volta nel 1491 fecero un viaggio di dieci giorni per arrivare dalla foce del fiume Congo.
I primi re documentati si riferivano alla loro città nella corrispondenza come "città del Congo" (cidade do Congo), e il nome della città come São Salvador appare per la prima volta nelle lettere di Álvaro I del Kongo (1568-1587) e fu portato avanti dai suoi successori. Il nome è stato cambiato nuovamente in "Città del Kongo" (Mbanza Kongo) dopo l'indipendenza dell'Angola nel 1975.
Quando i portoghesi arrivarono in Kongo, Mbanza Kongo era già una grande città, forse la più grande dell'Africa subequatoriale, e una lettera dell'ambasciatore portoghese a Lisbona paragonava le dimensioni della città (all'interno delle mura) alla città portoghese di Évora. Durante il regno di Afonso II, furono aggiunti edifici in pietra, tra cui un palazzo e diverse chiese. La città crebbe notevolmente con l'espansione e la crescita del regno di Kongo e una dichiarazione ecclesiastica degli anni Trenta del XVI secolo riferisce che nella città e nel suo immediato hinterland (presumibilmente le valli che la circondano) furono eseguiti 4.000-5.000 battesimi, il che è coerente con una popolazione complessiva di 100.000 persone. Di queste, forse 30.000 vivevano sulla montagna e il resto nelle valli intorno alla città. Tra i suoi edifici più importanti c'erano circa dodici chiese, tra cui São Salvador, oltre a cappelle e oratori privati e un imponente palazzo reale a due piani, l'unico edificio del genere in tutto il Kongo, secondo il visitatore Giovanni Francesco da Roma (1648).
La città fu saccheggiata più volte durante le guerre civili che seguirono la battaglia di Mbwila (o Ulanga) del 1665 e fu abbandonata nel 1678. Fu rioccupata nel 1705 dai seguaci di Dona Beatriz Kimpa Vita e ripristinata come capitale del Kongo dal re Pedro IV del Kongo nel 1709. Non fu mai più spopolata, anche se la sua popolazione fluttuò notevolmente nel corso del XVIII e XIX secolo.

## Sito Unesco
Mbanza Kongo è nota per le sue rovine dalla Cattedrale del Santissimo Salvatore del Congo (costruita nel 1549), che gli angolani definiscono al più antica chiesa dell'Africa subsahariana, ed è vero, poiché le più antiche, che si trovano in Etiopia, non sono nell'Africa subsahariana. Si dice che l'attuale chiesa, chiamata São Salvador, conosciuta localmente come nkulumbimbi, sia stata costruita dagli angeli durante la notte. Fu elevata allo status di cattedrale nel 1596. Papa Giovanni Paolo II visitò il sito durante il suo viaggio in Angola nel 1992.
Un altro sito interessante di importanza storica è il memoriale alla madre del re Afonso I del Congo, vicino all'aeroporto, che commemora una leggenda popolare iniziata nel 1680 secondo cui il re aveva seppellito sua madre viva perché non era disposta a rinunciare a un "idolo" che portava al collo.
Altri siti importanti includono il Jalankuwo, l'albero del giudizio di Manikongo, che si trova ancora nel centro della città, insieme al sunguilu, una struttura rettangolare a livello del suolo dove la tradizione locale vuole che il corpo del re sia stato lavato prima della sepoltura. Entrambi si trovano sul terreno del palazzo reale e dell'attuale Museo Reale.
Il Museo Reale, recentemente ricostruito come una struttura moderna, ospita un'impressionante collezione di manufatti dell'antico Regno, anche se molti sono andati perduti nell'edificio più antico durante la Guerra civile del 1976-2002.